# La Tapona, Tamaulipas
La Tapona är en ort i Mexiko.   Den ligger i kommunen Tula och delstaten Tamaulipas, i den centrala delen av landet, 400 km norr om huvudstaden Mexico City. La Tapona ligger 1 865 meter över havet och antalet invånare är 467.
Terrängen runt La Tapona är kuperad, och sluttar västerut. Runt La Tapona är det glesbefolkat, med 10 invånare per kvadratkilometer. La Tapona är det största samhället i trakten. Omgivningarna runt La Tapona är i huvudsak ett öppet busklandskap.